# Peces (canción)
«Peces» es el primer sencillo de la cantante chilena Francisca Valenzuela, perteneciente a su disco Muérdete la Lengua. La grabación contó con la participación de Mauricio Durán, Francisco Durán y Mauricio Basualto, integrantes de la banda chilena Los Bunkers.

## Historia
El tema «Peces» fue la primera canción compuesta por la artista Francisca Valenzuela, a la edad de 13 años. Basada en sus experiencias, la canción contiene la visión de una persona la cual vive la situación de tener un amor no correspondido. De esta forma, la hablante lírica, le desea mala suerte a su interés amoroso y a la potencial pareja de este. Según ha dicho la artista, la canción posee gran importancia, puesto que refleja su visión del amor en su adolescencia, además de ser su primera canción en sonar en la radio.

## Créditos

### Personal
- Francisca Valenzuela – voz y piano.
- Francisco Durán – guitarra eléctrica, guitarra acústica y órgano hammond.
- Mauricio Durán – bajo eléctrico.
- Mauricio Basualto – batería y percusiones.

### Grabación
- Gonzalo "Chalo" González: grabación y masterización.
- Marcelo Aldunate: mezcla.

## Video musical
El videoclip fue lanzado como quinto video promocional del álbum Muérdete la Lengua. Fue dirigido por Pablo González. En el video aparece Francisca junto a sus músicos; Mauricio Galleguillos, Jorge Chehade y Oddó.

## En la cultura popular
- Banda sonora de la película chilena Normal con alas de 2007.
- Banda sonora de la teleserie chilena Soltera otra vez en 2012.

## Calificación
| Año  | Máxima posición |
| Año  | CHI             |
| ---- | --------------- |
| 2006 | 85              |